# Спасательное одеяло

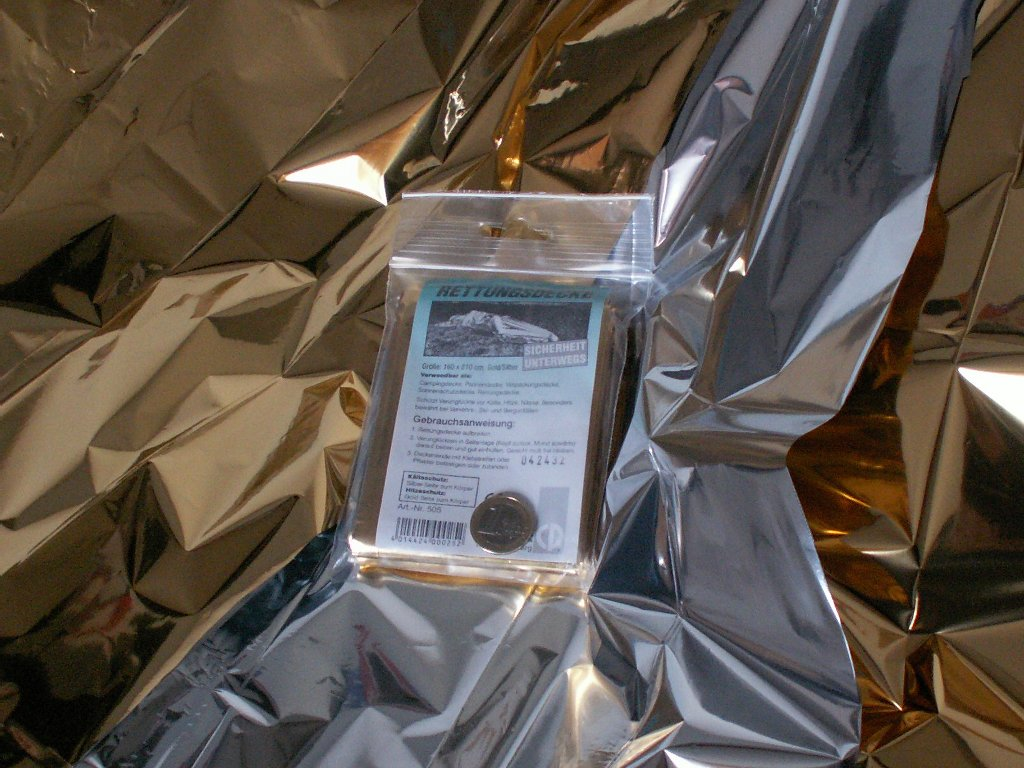
Спасательное одеяло в упаковке и развёрнутое

Спаса́тельное одея́ло (или косми́ческое одеяло, или спаса́тельное покрыва́ло, или терми́ческое покрывало, или майла́ровое покрывало, или изофо́лия, или термоодея́ло, или одеяло из фольги́) — одеяло, предназначенное для временного уменьшения теплопотерь человеческого тела в экстренных случаях. Представляет собой тонкую плёнку из полиэтилентерефталата, покрытую металлизированным отражающим материалом (обычно золотистого и серебристого цветов), который отражает до 80 % излучаемого телом тепла. Одеяло производится напылением тонкого слоя алюминия на плёночную основу, например, майлар.
Спасательные одеяла обычно включаются в аптечки первой помощи. За свою непромокаемость, непродуваемость и малый вес (50 г для одеяла размером 210 × 130 см), они завоевали популярность также среди туристов, которые используют его в качестве покрывала, паробарьера, пончо или ультралёгкого тента.
Из-за малой толщины спасательное одеяло не предохраняет от потерь тепла, связанных с теплопроводностью, поэтому не является универсальным средством. По возможности должно использоваться в сочетании с другими теплоизолирующими средствами.

## История и технология производства

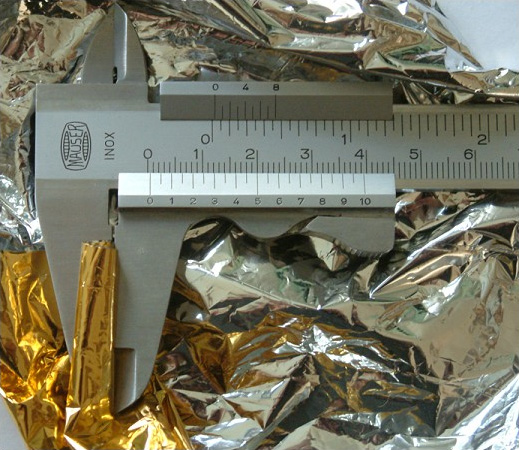
32 слоя одеяла толщиной всего 0,45 мм

Изначально материалы на основе листовых металлизированных полимеров разработаны и производились подразделением National Metallizing Division компании Standard Packaging Corporation (Кранбери, округ Мидлсекс, Нью-Джерси, США)   для нужд НАСА. В мае 1973 такой материал применялся в качестве экстренного солнечного щита для стабилизации температур космической станции Skylab после поломки её теплового щита в ходе запуска. Созданный Космическим центром Маршалла и National Metallizing Division временный экран позволил снизить температуры на станции и помог создать первую обитаемую космическую станцию для астронавтов. 
После закрытия National Metallizing Division один из её бывших сотрудников, David Deigan, основал в 1982 году AFMInc (Ridgewood,  Нью-Джерси) для продолжения производства материала под торговым наименованием «Heatsheets» (досл. «тепловые щиты»). В 1978 году Дэвид пробежал свой второй марафон и обнаружил сложности, с которым сталкивались участники осенних марафонов в северных областях США. Из-за массовости у бегунов возникали проблемы с одеванием на финише, и многие из них подвергались гипотермии во время двадцатиминутного ожидания после остановки. Международная ассоциация марафонов и организаторы забегов «Road Races» выбрали продукт «Space Blanket» от корпорации Metallized Products, который поставлялся в сложенном и упакованном виде, что облегчило их раздачу сотням марафонцев, ежеминутно пересекающим финишную черту. Уже в 1979 году участники Нью-Йоркского марафона массово применяли подобные металлизированные покрывала.

## Использование
В первую очередь для сохранения тепла в критических ситуациях и оказания первой помощи.